# Ftn
FTN (Flextech Television Network) era un canale televisivo di Virgin Media Television (precedentemente noto come Flextech) che trasmetteva in chiaro su Freeview e Virgin Media e come canale in abbonamento su Sky. Il canale va in onda tutti i giorni dalle 18:00 alle 6:00. È stato lanciato alle 18:00 del 15 gennaio 2003, lo stesso giorno della sua versione Freeview, UK Bright Ideas, anch'essa parzialmente di proprietà di Virgin Media Television.
Il programma di FTN prevedeva programmi di intrattenimento e realtà e anche programmi da altri canali via cavo Virgin Media Television, come Living, Living2, Bravo, Bravo 2, Trouble TV e Challenge TV . Ciò ha fornito un'anteprima agli spettatori di Freeview di ciò che i canali Virgin Media offrivano, in modo simile a Sky Three di BSkyB, un canale che era anche su Freeview.
FTN+1 è stato lanciato su Sky e Virgin Media il 9 agosto 2007. Nonostante sia un timeshift di un'ora, FTN +1 trasmette solo dalle 19:00 all'01:00, poiché Live Roulette TV, che trasmette su FTN dalle 00:00 alle 3:00, non può essere ritrasmesso un'ora dopo, per motivi legali.